# Lijst van beschermd erfgoed in Neufchâteau
Onderstaande tabel geeft een overzicht van de beschermde erfgoederen in de gemeente Neufchâteau. Het beschermd erfgoed maakt deel uit van het cultureel erfgoed in België.
| Object                            | Bouwjaar/architect | Deelgemeente | Adres              | Coördinaten                   | Nummer?                | Afbeelding                        |
| --------------------------------- | ------------------ | ------------ | ------------------ | ----------------------------- | ---------------------- | --------------------------------- |
| Toren Griffioen, Place du Château |                    |              |                    | 49° 50' 18" NB, 5° 26' 2" OL  | 84043-CLT-0001-01 Info | Toren Griffioen, Place du Château |
| Gebouw                            |                    |              | Rue Respelle n° 19 | 49° 52' 52" NB, 5° 28' 15" OL | 84043-CLT-0005-01 Info |                                   |
| Gebouw in gehucht Laherie         |                    |              | Longlier           | 49° 51' 52" NB, 5° 28' 59" OL | 84043-CLT-0011-01 Info |                                   |
| Wasplaats                         |                    |              |                    | 49° 53' 17" NB, 5° 27' 1" OL  | 84043-CLT-0016-01 Info | Wasplaats                         |